# Acalypha costaricensis
Acalypha costaricensis är en törelväxtart som först beskrevs av Carl Ernst Otto Kuntze och som fick sitt nu gällande namn av Emil Friedrich Knoblauch, Ferdinand Albin Pax och Käthe Hoffmann.
Acalypha costaricensis ingår i släktet akalyfor och familjen törelväxter. Inga underarter finns listade i Catalogue of Life.